# Heinbockel
Heinbockel es un municipio de Alemania, localizado en el distrito de Stade, Estado de Baja Sajonia. Pertenece al Samtgemeinde de Oldendorf.